# Кир Иоанн (линейный корабль, 1786)
«Кир Иоанн» — 74-пушечный парусный линейный корабль Балтийского флота Российской империи. Один из девятнадцати кораблей типа «Ярослав». Был заложен 20 июня (1 июля) 1785 года на Соломбальской верфи Архангельска, спущен на воду 14 (25) мая 1786 года. Строительство велось корабельным мастером Михаилом Дмитриевичем Портновым.
Корабль принимал участие в войне с Швецией 1788—1790 годов и с Францией 1792—1797 годов.

## История службы
В июле—августе 1785 года «Кир Иоанн» с эскадрой перешёл из Архангельска в Кронштадт. 20 декабря 1787 года он был зачислен в Средиземноморскую эскадру адмирала С. К. Грейга.

### Русско-шведская война
23 июня 1788 с эскадрой С. К. Грейга «Кир Иоанн» под флагом командующего авангардом контр-адмирала В. П. Фондезина вышел из Кронштадта на поиск флота Швеции.
6 июля корабль принял участие в Гогландском сражении, в котором получил 67 пробоин. Семь человек было убито, 22 ранено.
15 июля «Кир Иоанн» участвовал в Эландском сражении, после которого крейсировал районе островов Борнгольм, Готланд и мыса Дагерорт, а 16 августа пришёл на Ревельский рейд.
2 мая 1790 года корабль участвовал в Ревельском сражении, в ходе которого совершил 800 выстрелов, при этом не понеся никаких потерь.
24 мая корабль соединился с эскадрой адмирала В. Я. Чичагова, которая вышла на поиск неприятельских кораблей. 29 мая эскадра вошла в Выборгский залив и 9 июня «Кир Иоанн» занял позицию в центре главных сил. 22 июня корабль принимал участие в Выборгском сражении, после которого преследовал шведские суда. 23 июня совместно с кораблём «Мстислав» шведский контр-адмиральский корабль.
Совместно с фрегатом «Венус» «Кир Иоанн» пленил фрегат.
Корабль «Кир Иоанн» был разобран в 1798 в Кронштадте.

## Командиры
Должность командира корабля занимали:
1. 1787 — А. А. Пекин
2. 1788—1791 — Е. Е. Тет
3. 1793—1794 — Д. Экин